# Genaro Codina
Genaro Codina är en kommun i Mexiko.   Den ligger i delstaten Zacatecas, i den centrala delen av landet, 500 km nordväst om huvudstaden Mexico City.
Följande samhällen finns i Genaro Codina:
- Colonia San Isidro
- Colonia el Refugio
- Ojo Seco
- El Palmarito
- La Presilla
- Delgadillo